# Снікзваг
Снікзваг (нід. Snikzwaag) — село в нідерландській провінції Фрисландія. Входить до муніципалітету Фріске-Маррен.
Його площа становить 1,48 км², а населення станом на 2021 рік складало 65 осіб.
Перша згадка про населений пункт датується 13-им сторіччям.

## Галерея

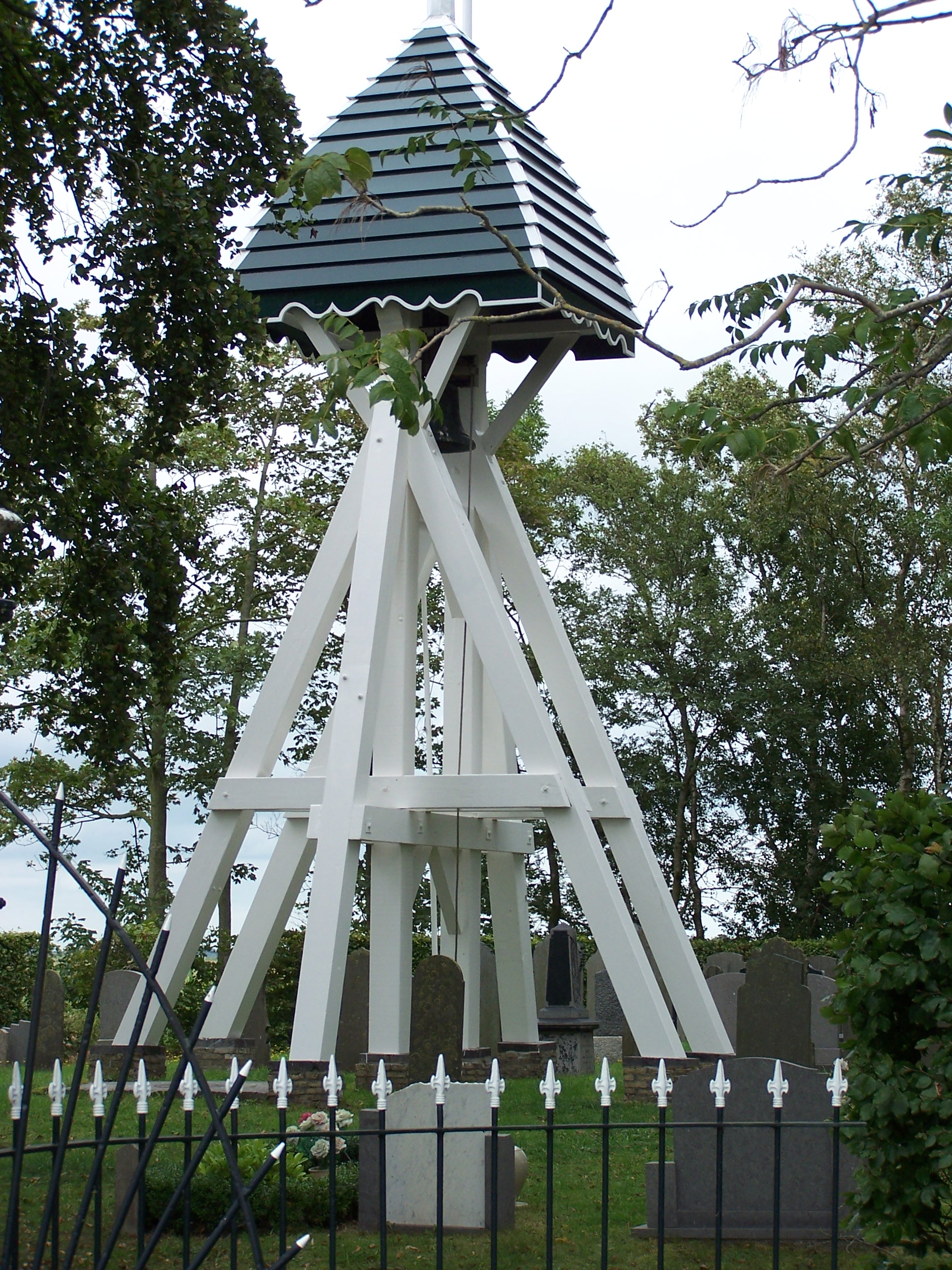
Дерев'яна дзвіниця
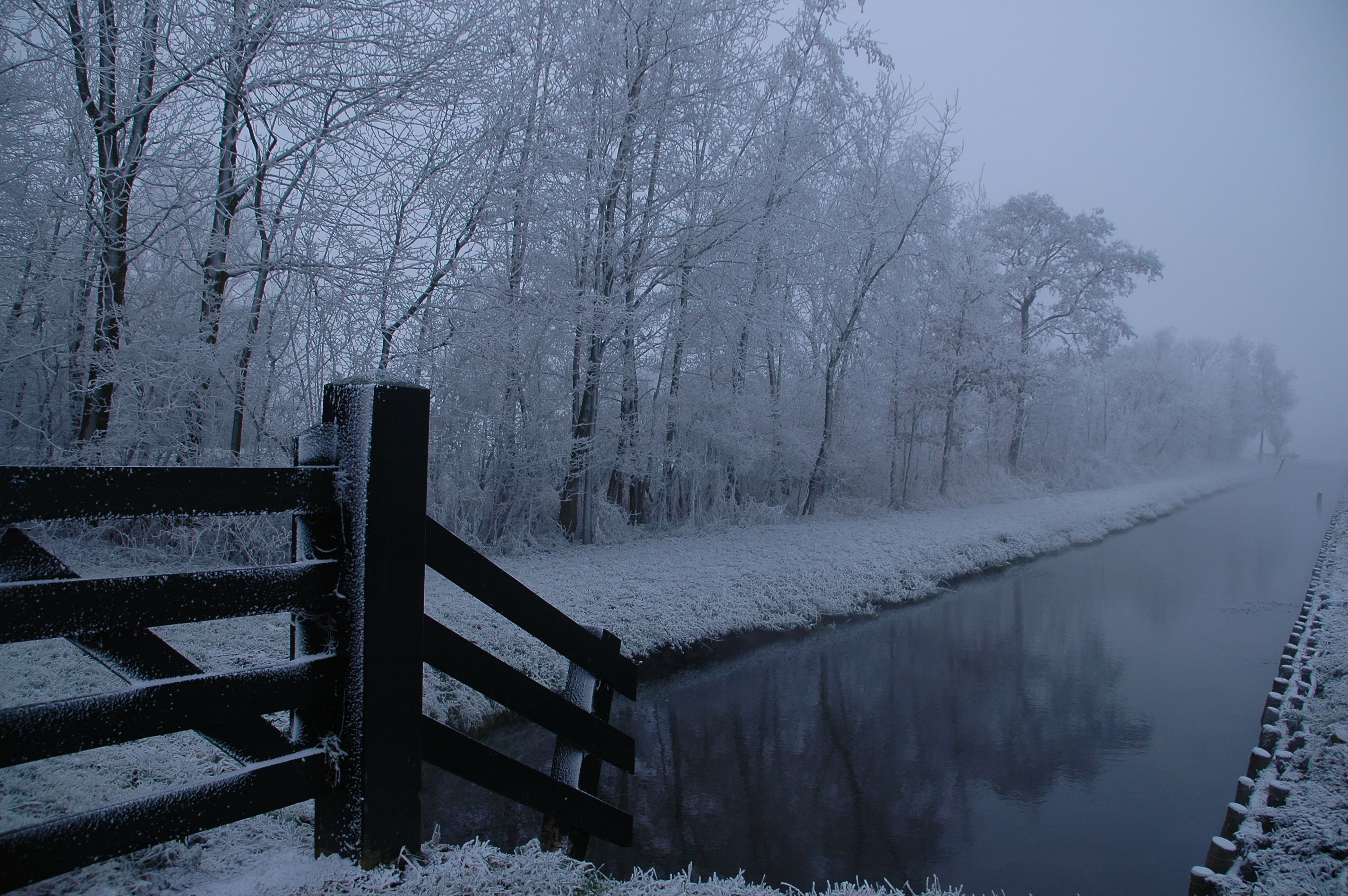
Снікзваг взимку